# 這群人
這群人TGOP（英語：This Group Of People），是由一群來自台灣專業戲劇科班畢業學生所組成的網路娛樂自媒體團隊，由許展榮，這群人頻道原經營者，與帳號擁有人，親自組織、管理、經營團體與公司。表現作品多由戲劇方式呈現，2011年8月3日於YouTube官方發表第一支自創作品，訂定每月15號與30號（2月則為28或29日）更新YouTube。於2022年推出專屬這群人的NFT。著名代表的作品有《超瞎翻唱》、《經典語錄系列》，其中《超瞎翻唱》的點閱次數超過一千萬次。
《這群人TGOP》官方頻道於2017年9月15日訂閱人數突破200萬，成為台灣第一支破200萬的自媒體人，官方頻道於2019年8月15日突破300萬訂閱。目前為止，在YouTube上，這群人是台灣次高訂閱人數的自媒體團隊。
《這群人TGOP》創立副頻道「這群人私生活」、「這群人極短片」創作眾多廣告作品深受觀眾喜愛。
2024年2月15日，《這群人TGOP》正式宣布停止更新頻道影片。

## 簡介
2008年「這群人」以搞笑劇團短暫成軍；最初是由幾位高中、大學戲劇科的同班同學所組成，專門參加各大戲劇比賽以及劇場演出等活動，在團員面臨學業與經濟的問題下暫時解散。
2011年「這群人」為網路搞笑短片品牌，由原本劇團中的雙胞胎展榮（哥哥）、展瑞（弟弟）、茵聲、董仔、木星、尼克擔任演員，再加上攝影師石頭，延續劇團原有的搞笑精神，演出原創、搞笑、幽默以及KUSO的群人短片活躍於網路。
2016年8月30日，YouTube頻道達到一百萬訂閱，是台灣第2組達到一百萬的YouTuber，為此他們推出《超瞎翻唱》來慶祝，截至2022年4月，YouTube觀看次數超過1495萬。
2017年9月15日，YouTube頻道達到兩百萬訂閱，是台灣第1組達到兩百萬的YouTuber，也是台灣訂閱人數最高的YouTuber
影片有除了「經典語錄系列」，及「喜劇微電影」和、「偽電影預告片」等作，團員中的展榮與展瑞和茵聲，更做了音樂領域的嘗試；除了YouTube影片，這群人成立「柒柒娛樂股份有限公司」，製作這群人的YouTube影片外，也執行純幕後的影音製作。
2019年8月3日，與Miss Game在西門町合作舉辦鬼屋實境逃脫「觀落茵」。並順利於2019年8月15日突破三百萬訂閱，成為台灣目前為止訂閱數最高的頻道。
2020年8月3日，成立10周年推出一系列特別計畫，並推出首張EP《共同記憶體》，收錄《做到死》、《十年的我》兩首。其中《做到死》MV就耗資200萬，MV更將他們的「經典語錄」、「職業大暴走」系列影片結合其中。
2022年，與「全家聯名」
2022年8月25日，擔任「忠義基金會」的代言人
2023年9月5日，由展榮宣佈於隔年停更。
2024年1月9日，成員石頭發布Instagram限時動態表示所屬公司的工作室已全數清空。
2024年2月15日，宣布停更，並發布最後一支影片，全員合體描述一路以來的心路歷程與停更細節。

## 成員
| 這群人團員 | 個人頻道          | 本名   | 生日          |
| ---------- | ----------------- | ------ | ------------- |
| 展榮       | 展榮展瑞 K.R Bros | 許展榮 | 1988年2月3日  |
| 展瑞       | 展榮展瑞 K.R Bros | 許展瑞 | 1988年2月3日  |
| 茵聲       | Alina鄭茵聲       | 鄭茵聲 | 1988年3月28日 |
| 尼克       | 尼克&Ashly        | 王士維 | 1988年4月20日 |
| 董仔       | 不囉嗦看董仔      | 董芷涵 | 1988年8月28日 |
| 木星       | 木星小宇宙        | 林牧昕 | 1988年1月9日  |
| 石頭       | 不適用            | 張佑維 | 1988年3月9日  |

## 獎項
| 年份 | 典禮                            | 獎項           | 入圍者與作品 | 結果 |
| ---- | ------------------------------- | -------------- | ------------ | ---- |
| 2016 | 2016年YouTube熱門影片臺灣排行榜 | 熱門影片       | 《超瞎翻唱》 | 冠軍 |
| 2016 | 2016年YouTube熱門影片臺灣排行榜 | 熱門創作者影片 | 《超瞎翻唱》 | 冠軍 |

## 雜誌專訪
- 《壹週刊》－2012年刊
- 《男人幫》－2012年4月刊〈麻煩捧紅我〉
- 《儂儂雜誌》－2012年 NO.399 八月號
- 《美麗佳人》－2012年10月刊〈網路紅人專訪〉
- 《數位時代》－2013年5月1日〈個人微經濟時代來臨〉
- 《Career 雜誌人》－2014年5月〈影視創意家〉

## 書籍
- 2016 《惡搞也能出頭天》

## 音樂作品
| 年份 | 歌曲名稱                                                  | 詞                                             | 曲                      | 備註                                         |
| ---- | --------------------------------------------------------- | ---------------------------------------------- | ----------------------- | -------------------------------------------- |
| 2014 | 《皮在癢》                                                | 三個人（許展榮 / 許展瑞 / 鄭茵聲）             | 小穎Ying-Joy/林理惠     | 為與展瑞、茵聲共組團體「三個人」作品         |
| 2014 | 《難忘的家中美味》                                        |                                                |                         |                                              |
| 2015 | 《鴛鴦大盜之分手快樂》                                    | 許展榮                                         | 小穎Ying-Joy            |                                              |
| 2016 | 《這是我》                                                | 劉軒蓁Rayray三個人（許展榮 / 許展瑞 / 鄭茵聲） | 倪子岡NESE/劉軒蓁Rayray | 為與展瑞、茵聲共組團體「三個人」作品         |
| 2018 | 《卡關》                                                  | Tipsy Kao                                      | 陳星翰                  | 為與展瑞、茵聲共組團體「三個人」作品         |
| 2020 | 《做到死》                                                | 湘柏章 / 許展榮                                | 湘柏章 / 安眠巫師       | 為這群人十週年紀念EP《共同記憶體》中的主打歌 |
| 2020 | 《十年的我》                                              | 崔惟楷                                         | 魏霏 / 張華桔           | 為這群人十週年紀念EP《共同記憶體》中收錄曲目 |
| 2022 | 《饒舌蒸霸戰：過年頌（爽）》ft.韓森、胡瑋杰、楊雯雯、小宮 | 韓森                                           | 韓森                    | 為這群人EP《嘻哈蒸霸戰》中收錄曲目           |
| 2022 | 《饒舌爭霸戰：考試週》ft.喬瑟夫、小宮                     | 韓森                                           | 韓森、桃子A1J           | 為這群人EP《嘻哈蒸霸戰》中收錄曲目           |
| 2022 | 《大冰奶》ft.郭書瑤                                       | 羅凱                                           | 羅凱                    | 為這群人EP《嘻哈蒸霸戰》中收錄曲目           |
| 2024 | 《為你寫了一首RnB》                                       | Dream柏                                        | Dream柏                 | 木星演唱                                     |

## 廣告作品
| 年份 | 出演                             | 合作品牌           | 備註                |
| ---- | -------------------------------- | ------------------ | ------------------- |
| 2017 | 這群人                           | 台灣Pay            |                     |
| 2017 | 這群人                           | 蝦皮購物           |                     |
| 2017 | 這群人                           | Innisfree          |                     |
| 2017 | 這群人                           | 德國百靈油         |                     |
| 2017 | 這群人                           | 蘇格蘭威士忌       |                     |
| 2017 | 這群人                           | 吉列刮鬍刀         |                     |
| 2017 | 這群人                           | HiNet光世代        |                     |
| 2017 | 這群人                           | 1028眼線液         |                     |
| 2017 | 這群人                           | 福斯商旅           |                     |
| 2017 | 這群人                           | 兆豐銀行           |                     |
| 2017 | 這群人                           | 希望新世界         |                     |
| 2017 | 這群人                           | 昇恆昌             |                     |
| 2017 | 這群人                           | 永慶房屋           |                     |
| 2017 | 這群人                           | LALAMOVE           |                     |
| 2017 | 許展榮、許展瑞                   | 海倫仙度絲         | 廣告歌-癡情去油歌   |
| 2017 | 這群人                           | 淘寶造物節         |                     |
| 2017 | 三個人（許展榮、許展瑞、鄭茵聲） | 亞洲萬里通         |                     |
| 2017 | 三個人（許展榮、許展瑞、鄭茵聲） | 台糖蜆精           |                     |
| 2017 | 三個人（許展榮、許展瑞、鄭茵聲） | 雅詩蘭黛           |                     |
| 2017 | 這群人                           | HUAWEI             |                     |
| 2017 | 這群人                           | 喜特麗             |                     |
| 2018 | 這群人                           | BH歐洲百年品牌     |                     |
| 2018 | 這群人                           | tokuyo             |                     |
| 2018 | 這群人                           | 飛柔               |                     |
| 2018 | 這群人                           | Richart數位銀行    |                     |
| 2018 | 這群人                           | 神域召喚           |                     |
| 2018 | 這群人                           | 荒野行動           | 團體代言，共8支     |
| 2018 | 這群人                           | 德藝七座休旅       |                     |
| 2018 | 這群人                           | 愛當勞             |                     |
| 2018 | 這群人                           | 好自在液態衛生棉   |                     |
| 2018 | 這群人                           | 麻谷茶坊           |                     |
| 2018 | 這群人                           | Oral-B             |                     |
| 2018 | 這群人                           | 立頓               |                     |
| 2018 | 這群人                           | Kwai               |                     |
| 2018 | 這群人                           | 拳皇世界           |                     |
| 2018 | 這群人                           | 劍盪八荒           |                     |
| 2018 | 這群人                           | 碧歐斯             |                     |
| 2018 | 三個人（許展榮、許展瑞、鄭茵聲） | 大掌門普拉斯       |                     |
| 2018 | 這群人                           | 夢境               |                     |
| 2018 | 許展榮、許展瑞、滴妹             | 海倫仙度絲         | 廣告歌-閃退你的油頭 |
| 2018 | 這群人                           | 蘭諾衣物芳香豆     |                     |
| 2018 | 這群人                           | 荒野行動           |                     |
| 2018 | 三個人（許展榮、許展瑞、鄭茵聲） | 台中世界花卉博覽會 |                     |
| 2018 | 這群人                           | ASUS               |                     |
| 2018 | 這群人                           | 和泰汽車           |                     |
| 2018 | 這群人                           | 荒野行動           |                     |
| 2018 | 這群人                           | 新貴派             |                     |
| 2018 | 這群人                           | Johnnie Walker     |                     |
| 2018 | 這群人                           | 荒野行動           |                     |
| 2018 | 三個人（許展榮、許展瑞、鄭茵聲） | 失落的龍絆         |                     |
| 2018 | 這群人                           | 荒野行動           |                     |
| 2018 | 三個人（許展榮、許展瑞、鄭茵聲） | 富達               |                     |
| 2018 | 這群人                           | 荒野行動           |                     |
| 2019 | 三個人（許展榮、許展瑞、鄭茵聲） | 戀與製作人         |                     |

## 延伸閱讀
- . ETtoday. 2014-05-20. （原始内容存档于2014-05-21）.
- . 自由時報. 2014-05-20. （原始内容存档于2014-05-23）.
- . 聯合新聞網. 2014-05-19. （原始内容存档于2014-06-12）.
- . ETtoday. 2014-04-16. （原始内容存档于2014-06-20）.
- . 年代新聞. 2014-03-04. （原始内容存档于2019-06-08）.
- . 蘋果即時. 2013-06-27. （原始内容存档于2021-02-22）.
- . ETtoday. 2013-03-30. （原始内容存档于2015-03-01）.

## 外部連結
- YouTube上的這群人TGOP頻道（页面存档备份，存于）
- 這群人的Facebook專頁（页面存档备份，存于）
- 這群人的Instagram帳戶（页面存档备份，存于）
- 這群人的新浪微博 （页面存档备份，存于）
- 这群人TGOP的哔哩哔哩个人空间